# St. Eckard (Stedten)

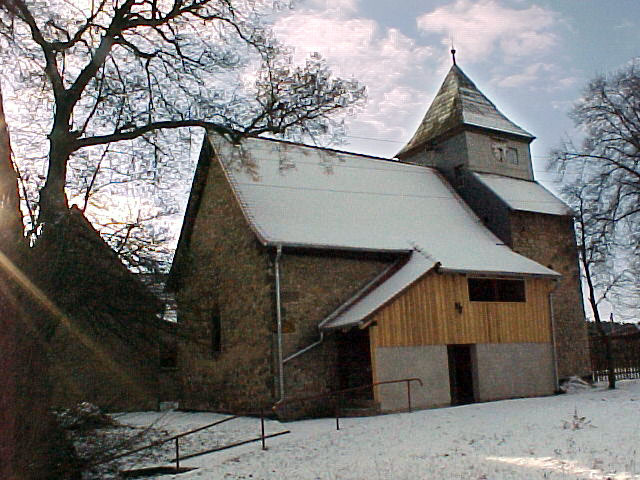
Die Kirche

Die Dorfkirche St. Eckard steht in Stedten an der Ilm, einem Ortsteil der Stadt Kranichfeld im Landkreis Weimarer Land in Thüringen. Sie gehört zum evangelisch-lutherischen Kirchspiel Kranichfeld im Kirchenkreis Weimar der Evangelischen Kirche in Mitteldeutschland.

## Lage
Die Dorfkirche befindet sich am südlichen Dorfrand des Ortes nördlich der Ilmaue.

## Geschichte
Die ursprünglich gotische Kirche erhielt ihr jetziges Aussehen durch einen Umbau im Jahre 1616. Innen ist sie mit reicher barocker Ausmalung versehen. An der Decke ist die Dreifaltigkeit bildlich dargestellt. An der Kanzel ist Jesus mit den Evangelisten malerisch verewigt. An den Emporen findet der Besucher Bilder aus dem Leben Jesu. Der Taufstein von 1575 ist mit Liliendekor versehen. An der Seite steht eine gotische Pietà.